# Miran Štuhec
Miran Štuhec, slovenski literarni zgodovinar, literarni teoretik, univerzitetni učitelj, * 1. oktober 1952, Maribor.

## Življenjepis
Gimnazijo je končal v Mariboru. Leta 1977 je diplomiral iz slovenščine in sociologije na Filozofski fakulteti v Ljubljani in tam  leta 1984 tudi magistriral. Po opravljenem magisteriju ga je začela privlačiti zagrebška literarnoteoretična šola. Po študiju sodobnih evropskih literarnih teoretikov in zgodovinarjev je leta 1988 na Filozofski fakulteti v Zagrebu zaprosil za odobritev doktorske teme. Doktoriral je leta 1992 pri prof. dr. Krešimirju Nemcu (Poetika pripovedne proze Pavleta Zidarja). 
Črpa iz literarne teorije predhodnih teoretikov R. Barthesa, A. J. Greimasa, F. Stanzla, M. Bala, G. Genetta, A. Flakerja, S. Lasića, J. Derridaja in drugih. Nove teoretske osnove išče v delih V. Bitija, A. Gibsona, S. L. Lanserja, M. Curie, Ch. Nasha itd.
Poklic učitelja slovenskega jezika je opravljal na srednji gradbeni šoli med dijaki Prve gimnazije v Mariboru. V šolskem letu 1993/94 je bil vključen v projekt poskusne mature.
Zdaj je redni profesor za književnost na Oddelku za slovanske jezike in književnosti Filozofske fakultete v Mariboru.

## Raziskovalna področja
Širše raziskovalno področje Mirana  Štuhca je slovenska proza 19. in 20. stoletja. Do sedaj je z naratološkega aspekta obravnaval nekatera ključna pripovedna dela slovenske književnosti ter izbrane razprave slovenskega zgodovinopisja. Rezultati, objavljeni v monografijah in domačih ter tujih revijah (Slavistična revija, Semiotische Berichte, Rijeć itd.), prinašajo spoznanja o tipologiji pripovedovalca, o fokalizacijskem kodu, o aktantskem vprašanju ter o problematiki avtorjevega glasu. Drugo področje raziskav je slovenska miselna proza, še posebej esejistika. Po literarnozgodovinski sintezi povojne slovenske esejistike je njegova raziskovalna pozornost namenjena esejistiki do leta 1950 (razprave Estetski nazor Iva Brniča, Esejistika Ivana Cankarja, Miselna proza Vladimirja Bartola). Miran Štuhec je vodja slovenskega dela bilateralnega sporazuma Hrvaška in slovenska književnost kot sosednji književnosti ter član komisije za ocenjevanje mednarodnih raziskovalnih projektov.

## Izbrana bibliografija
- Fokalizacijski kod Zidarjevih romanesknih struktur. Jezik in slovstvo (1992/93). 29–38.[mrtva povezava] (COBISS)
- Rad prebiram misli, ne živim jih pa rad: poetika pripovedne proze Pavleta Zidarja (1996). (COBISS)
- Naratološki vidik sodobnega slovenskega zgodovinopisja. Razprave (1997). 211–226. (COBISS)
- Poetika izmikajoče se strukture: o romanu Ferija Lainščka Astralni niz. Slavistična revija (1997). 135–146. (COBISS)
- Poetika pripovednih besedil Antona Slodnjaka. Glasnik Slovenske matice (1999). 61–67.(COBISS)
- Naratologija: med teorijo in prakso (2000). (COBISS)
- Premiki v narativnem sistemu Prešernovega Krsta pri Savici. Prešernovi dnevi v Kranju (2000). 191–200. (COBISS)
- K problematiki eseja. Slavistična revija (2002). 361–372. (COBISS)
- Slovenska esejistika v drugi polovici dvajsetega stoletja (2003). (COBISS)
- Aristokracija jezika in duha: antologija slovenske esejistike po drugi svetovni vojni (2005). (COBISS)